# Aleksei Zhitnikov
Aleksei Anatolyevich Zhitnikov (tiếng Nga: Алексей Анатольевич Житников; sinh ngày 7 tháng 12 năm 1984) là một cầu thủ bóng đá người Nga. Hiện tại anh thi đấu cho F.K. Dynamo Sankt Peterburg.

## Sự nghiệp câu lạc bộ
Anh có màn ra mắt tại Giải bóng đá ngoại hạng Nga năm 2003 cho F.K. Saturn-RenTV Ramenskoye.